# Pas de polka
Le pas de polka est un pas de danse qu'on retrouve non seulement dans la polka elle-même, mais aussi dans de nombreuses autres danses traditionnelles et de bal (notamment la scottish), dans certains quadrilles et dans quelques danses de salon.
Il s'exécute en deux mesures 2/4 :
- Mesure 1 : 2 pas ;
- Mesure 2 : 1 pas + un sursaut sur le même pied.

Le pas de polka peut s'exécuter seul, en couple, en groupe (chaîne ouverte ou fermée), soit sur place, soit en se déplaçant, soit encore en tournant.
Le pas de polka populaire se danse le plus souvent sur une mesure à 2/4 :
Temps 1 : glisser un pied puis sur la seconde moitié du temps approcher l'autre pied ;
Temps 2 : écarter ou avancer le 1er pied.

## Note
1. ↑  Aussi appelé pas de scottish suivant les régions. À noter que les appuis sont identiques dans les deux cas ; seul le tempo varie, la polka étant plus rapide que la scottish.